# De Amsterdammer (verzetsblad, Amsterdam)
De Amsterdammer was een verzetsblad uit de Tweede Wereldoorlog, dat vanaf april 1944 tot en met 4 mei 1945 in Amsterdam door D. Vleeschhouwer wekelijks in getypte vorm werd uitgegeven. De inhoud bestond voornamelijk uit algemene artikelen.

## Betrokken personen
- D. Vleeschhouwer